# Engels (óblast de Sarátov)
Engels (en ruso: Э́нгельс) es una ciudad del óblast de Sarátov, en Rusia. Puerto sobre el río Volga, ubicada enfrente de Sarátov y desde 1965 se encuentra conectado con él mediante un puente.

## Historia
Fundada en 1747 con el nombre de Pokróvskaya slobodá (Покровская слобода), durante el reinado de Catalina la Grande recibió colonizadores alemanes, conocida como Kosakenstadt. En 1914, se le reconoció el rango de pueblo y fue renombrado como Pokrovsk (Покровск).
Poco después de la Revolución de Octubre, en 1924 se convirtió en la capital de la entonces nueva República Autónoma Socialista Soviética de los Alemanes del Volga, y en 1931 fue renombrada como «Engels» en honor al filósofo alemán Friedrich Engels. La República Autónoma fue disuelta por orden de Stalin en septiembre de 1941, después de la invasión alemana. Desde entonces forma parte del óblast de Sarátov.
Actualmente está siendo muy dañada por los bombardeos ucranianos en el contexto de la invasión rusa a Ucrania ya que en esta ciudad se asienta Engels-1, la mayor y más activa base de bombarderos estratégicos de Rusia.

## Galería

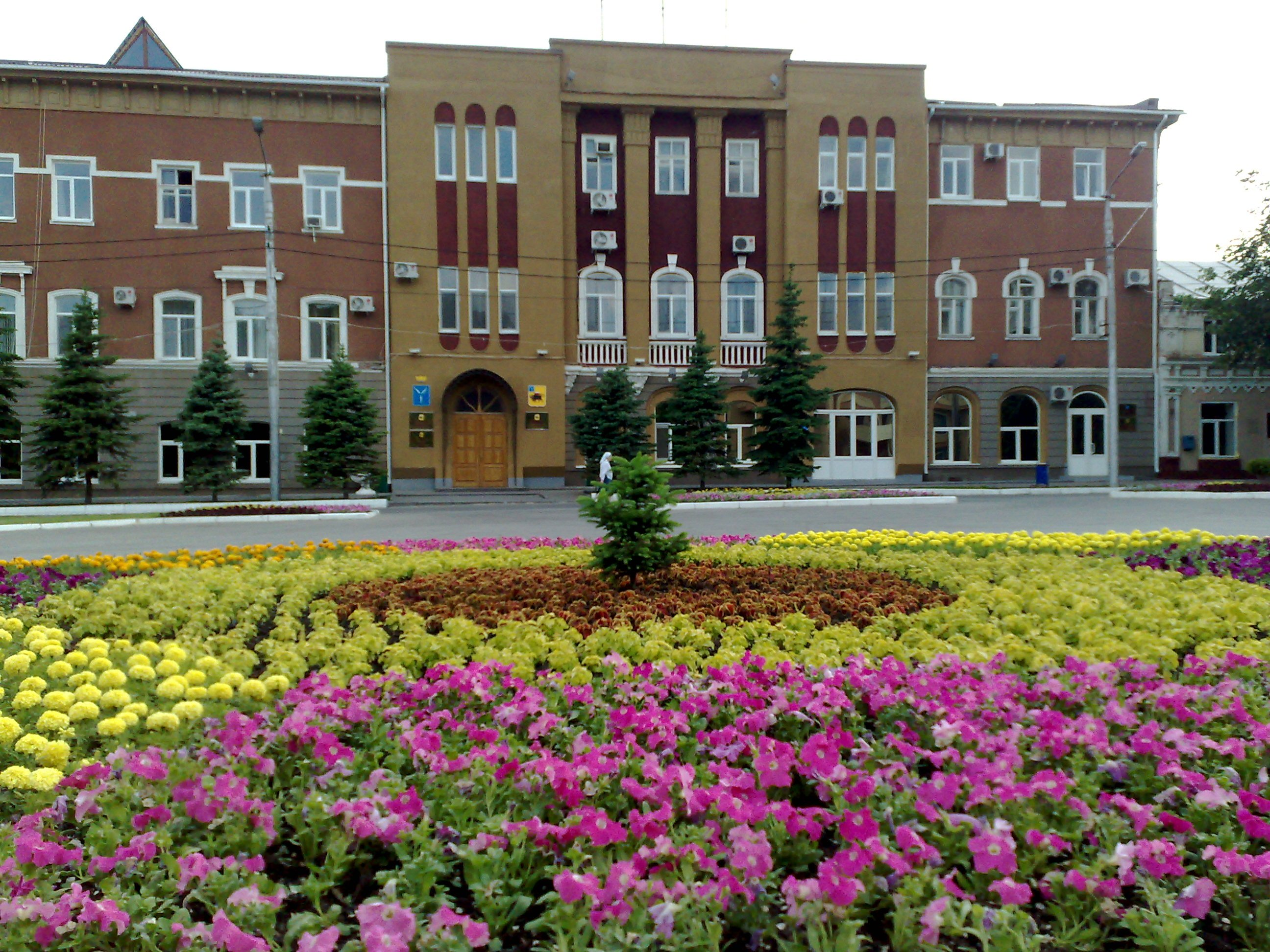